# Lijst van voetbalinterlands Liechtenstein - Noord-Macedonië
Deze lijst van voetbalinterlands is een overzicht van alle officiële voetbalwedstrijden tussen de nationale teams van Liechtenstein en Noord-Macedonië (het land speelde tussen 1993 en 2019 onder de naam Macedonië). De landen speelden tot op heden twaalf keer tegen elkaar. De eerste ontmoeting, een kwalificatiewedstrijd voor het Wereldkampioenschap voetbal 1998, werd gespeeld in Skopje op 24 april 1996. Het laatste duel, een kwalificatiewedstrijd voor het Wereldkampioenschap voetbal 2026, vond plaats op 22 maart 2025 in Vaduz.

## Wedstrijden
| №  | Plaats   | Datum            | Competitie                  | Wedstrijd                       | Uitslag |
| -- | -------- | ---------------- | --------------------------- | ------------------------------- | ------- |
| 1  | Skopje   | 24 april 1996    | WK 1998 kwalificatie        | Macedonië − Liechtenstein       | 3 − 0   |
| 2  | Eschen   | 9 november 1996  | WK 1998 kwalificatie        | Liechtenstein − Macedonië       | 1 − 11  |
| 3  | Vaduz    | 8 september 2002 | EK 2004 kwalificatie        | Liechtenstein − Macedonië       | 1 − 1   |
| 4  | Skopje   | 7 juni 2003      | EK 2004 kwalificatie        | Macedonië − Liechtenstein       | 3 − 1   |
| 5  | Vaduz    | 12 november 2005 | Vriendschappelijk           | Liechtenstein − Macedonië       | 1 − 2   |
| 6  | Vaduz    | 24 maart 2017    | WK 2018 kwalificatie        | Liechtenstein − Macedonië       | 0 − 3   |
| 7  | Strumica | 9 oktober 2017   | WK 2018 kwalificatie        | Macedonië − Liechtenstein       | 4 − 0   |
| 8  | Skopje   | 13 oktober 2018  | UEFA Nations League 2018/19 | Macedonië − Liechtenstein       | 4 − 1   |
| 9  | Vaduz    | 16 november 2018 | UEFA Nations League 2018/19 | Liechtenstein − Macedonië       | 0 − 2   |
| 10 | Skopje   | 28 maart 2021    | WK 2022 kwalificatie        | Noord-Macedonië − Liechtenstein | 5 − 0   |
| 11 | Vaduz    | 8 oktober 2021   | WK 2022 kwalificatie        | Liechtenstein − Noord-Macedonië | 0 − 4   |
| 12 | Vaduz    | 22 maart 2025    | WK 2026 kwalificatie        | Liechtenstein – Noord-Macedonië | 0 − 3   |
| 13 | Skopje   | 7 september 2025 | WK 2026 kwalificatie        | Noord-Macedonië – Liechtenstein |         |

## Samenvatting
| Competitie          | Totaal gespeeld | Winst Liechtenstein | Gelijk | Winst Noord-Macedonië | Doelsaldo Liechtenstein – Noord-Macedonië |
| ------------------- | --------------- | ------------------- | ------ | --------------------- | ----------------------------------------- |
| WK-kwalificatie     | 7               | 0                   | 0      | 7                     | 1 − 33                                    |
| EK-kwalificatie     | 2               | 0                   | 1      | 1                     | 2 − 4                                     |
| UEFA Nations League | 2               | 0                   | 0      | 2                     | 1 − 6                                     |
| Vriendschappelijk   | 1               | 0                   | 0      | 1                     | 1 − 2                                     |
| Totaal              | 12              | 0                   | 1      | 11                    | 5 − 45                                    |

## Details

### Eerste ontmoeting
| WK 1998 kwalificatie (Skopje, Macedonië, 24 april 1996):     |       |               |
| Macedonië                                                    | 3 – 0 | Liechtenstein |
| Sašo Miloševski 6' Boban Babunski 49' Srgjan Zaharievski 78' | goals |               |

### Tweede ontmoeting
| WK 1998 kwalificatie (Eschen, Liechtenstein, 9 november 1996): |        | |
| Liechtenstein                                                  | 1 – 11 | Macedonië |
| Franz Schädler 79'                                             | goals  | 8' Dejvi Glavevski 13' Dejvi Glavevski 23' Ǵorǵi Hristov 38' Mitko Stojkovski 44' Mitko Stojkovski 45' Toni Mičevski 49' Toni Mičevski 54' Saša Ćirić 60' Dejvi Glavevski 88' Saša Ćirić 90' Vančo Micevski |
| - Debuut van Dejvi Glavevski (Vejle BK) voor Macedonië.        |        | |

LFV · A-internationals · Bondscoaches · Statistieken · Liechtensteins vrouwenelftal · Liechtenstein U21 · Liechtenstein U19 · Liechtenstein U18 · Liechtenstein U17 · Liechtenstein U16
1980 – 1989 ·
1990 – 1999 ·
2000 – 2009 ·
2010 – 2019 ·
2020 − 2029
1981 · 
1982 · 
1983 · 
1984 · 
1985 · 
1986 · 
1987 · 
1988 · 
1989 · 
1990 · 
1991 · 
1992 · 
1993 · 
1994 · 
1995 · 
1996 · 
1997 · 
1998 · 
1999 · 
2000 · 
2001 · 
2002 · 
2003 · 
2004 · 
2005 · 
2006 · 
2007 · 
2008 · 
2009 · 
2010 · 
2011 · 
2012 ·
2013 ·
2014 ·
2015 ·
2016 ·
2017 ·
2018 ·
2019 ·
2020 ·
2021 ·
2022 ·
2023 ·
2024
Albanië ·
Andorra ·
Armenië ·
Australië ·
Azerbeidzjan ·
België ·
Bosnië en Herzegovina ·
China ·
Denemarken ·
Duitsland ·
Engeland ·
Estland ·
Faeröer ·
Finland ·
Georgië ·
Gibraltar ·
Griekenland ·
Hongarije ·
Hongkong ·
Ierland ·
IJsland ·
Indonesië ·
Israël ·
Italië · 
Kaapverdië ·
Kazachstan ·
Kroatië ·
Letland ·
Litouwen ·
Luxemburg ·
Malta ·
Moldavië ·
Montenegro ·
Nederland ·
Noord-Ierland ·
Noord-Macedonië ·
Oostenrijk ·
Polen ·
Portugal ·
Qatar ·
Roemenië ·
Rusland ·
San Marino ·
Saoedi-Arabië ·
Schotland ·
Slowakije ·
Spanje ·
Thailand ·
Togo ·
Tsjechië ·
Turkije ·
Verenigde Staten ·
Wales ·
Wit-Rusland ·
Zweden ·
Zwitserland
FFM · A-internationals · Bondscoaches · Statistieken · Macedonisch vrouwenelftal · Olympisch elftal · Noord-Macedonië U21 · Noord-Macedonië U20 · Noord-Macedonië U19 · Noord-Macedonië U18 · Noord-Macedonië U17 · Noord-Macedonië U16
1993 – 1999 ·
2000 – 2009 ·
2010 – 2019 ·
2020 − 2029
EK 2020
1993 · 
1994 · 
1995 · 
1996 · 
1997 · 
1998 · 
1999 · 
2000 · 
2001 · 
2002 · 
2003 · 
2004 · 
2005 · 
2006 · 
2007 · 
2008 · 
2009 · 
2010 · 
2011 · 
2012 · 
2013 · 
2014 · 
2015 · 
2016 ·
2017 ·
2018 ·
2019 ·
2020 ·
2021 ·
2022 ·
2023
Albanië ·
Andorra ·
Angola ·
Armenië ·
Australië ·
Azerbeidzjan ·
Bahrein ·
België ·
Bosnië en Herzegovina ·
Bulgarije ·
Canada ·
China ·
Cyprus ·
Denemarken ·
Duitsland ·
Ecuador ·
Egypte ·
Engeland ·
Estland ·
Faeröer ·
Finland ·
Georgië ·
Gibraltar ·
Hongarije ·
Ierland ·
IJsland ·
Iran ·
Israël ·
Italië ·
Jamaica ·
Joegoslavië ·
Kameroen ·
Kazachstan ·
Kosovo ·
Kroatië ·
Letland ·
Libanon ·
Liechtenstein ·
Litouwen ·
Luxemburg ·
Malta ·
Moldavië ·
Montenegro ·
Nederland ·
Nigeria ·
Noorwegen ·
Oekraïne ·
Oman ·
Oostenrijk ·
Paraguay ·
Polen ·
Portugal ·
Qatar ·
Roemenië ·
Rusland ·
Saoedi-Arabië ·
Schotland ·
Servië ·
Slovenië ·
Slowakije ·
Spanje ·
Tsjechië ·
Turkije ·
Verenigde Staten ·
Wales ·
Wit-Rusland · 
Zuid-Korea ·
Zweden
Nederland (2021) · 
Oekraïne (2021) · 
Oostenrijk (2021)